# کادوگاناوا
کادوگاناوا (به لاتین: Kadugannawa) یک منطقهٔ مسکونی در سری‌لانکا است که در ناحیه کندی واقع شده‌است.

## خصوصیات
کادوگاناوا ۴۷۵٫ متر بالاتر از سطح دریا واقع شده‌است.